# El magnífico Bobo
El magnífico Bobo (en inglés: The Bobo) es una película cómica británica de 1967 dirigida por Robert Parrish y protagonizado por Peter Sellers y Britt Ekland. Fue escrita por David R. Schwartz, basado en la novela de 1959 Olimpia de Burt Cole.

## Argumento
El torero Juan Bautista recibe una oferta de un gerente de teatro si seduce a la bella Olimpia. Lo hace, en parte, cantándole una hermosa canción sobre la "chica de Barcelona". Una vez que ella cede a sus insinuaciones, descubre su engaño. Ella y una pariente encuentran la manera de meterlo en una bañera con tinte azul y, en venganza, lo tiñen de azul oscuro.

## Reparto
- Peter Sellers como Juan Bautista
- Britt Ekland como Olimpia Segura
- Rossano Brazzi como Carlos Matabosch
- Adolfo Celi como Francisco Carbonell
- Hattie Jacques como Trinity Martinez
- Ferdy Mayne como Silvestre Flores
- Kenneth Griffith como Pepe Gamazo
- Al Lettieri como Eugenio Gomez
- Marne Maitland como Luis Castillo
- John Wells como Pompadour Major Domo
- Don Lurio como Ramon Gonzales
- Antonia Santiago Amador (La Chana) como bailadora flamenca

## Producción

### Novela y obra original
EL film está basado en la novela de 1959 Olimpia de Burt Cole. The New York Times escribió que "el autor tiene la capacidad de ver con imaginación y, ocasionalmente, talento literario. Lo que le falta... no es extravagancia, sino una historia con sustancia."
En 1961 se anunció que David R. Schwartz había escrito la adaptación teatral titulada The Bobo, con el ex asistente de Moss Hart Joseph Hyman programado para producir, Norman Jewison dirigió la obra y Diane Cilento y Shelley Berman la protagonizaron. Jewison dijo: "no es una comedia superficial. Es un poco diferente y mucho más fresca." In 1962, Caroline Swan fue nombrada para ser productor, pero la obra nunca se representó.

### Desarrollo
En agosto de 1962, George Cukor anunció que produciría una película basada en el libro para protagonizar a Ava Gardner.
En mayo de 1966, se anunció de Se anunció que los derechos cinematográficos de la obra pertenecían al equipo de Eliot Kastner y Jerry Gershwin, quienes recientemente habían producido Harper y Kaleidescope para Warner Bros. Firmaron un acuerdo con Peter Sellers para protagonizar la película y posiblemente dirigirla. En agosto de 1966, se anunció que la esposa de Sellers Britt Ekland podría aparecer en el primero de las cinco películas que tenía contratadas con Gershwin. Finalmente, Sellers decidió no dirigir y Robert Parrish aceptó el trabajo.

### Rodaje
Filming took place in Italy and Barcelona in August 1966 and at Cinecittà Studios, Rome. It was a difficult shoot, as Sellers and Ekland were having marital problems and Sellers' mother died during filming. Sellers insisted on directing some of the film.

## Banda sonora
"Imagine," la canción que se escucha en los títulos de crédito, fue escrita por Francis Lai, con letras de Sammy Cahn. Fue gravada por Stan Kenton y su Orquesta, con Dana Valery con "You" y John Gary "Cold" en la cara B, todas en 1967. La cantante Petula Clark también la grabó en 1967 en su álbum "These Are My Songs.

## Crítica
The Monthly Film Bulletin escribió sobre la película: 
Una comedia notablemente aburrida. Peter Sellers ofrece una actuación ambigua como el héroe mestizo —en parte payaso, en parte cantante, en parte amante— que nos deja constantemente conscientes de la discrepancia entre el efecto pretendido y el realmente logrado. Cuando sus ojos enrojecidos miran con sentimiento desde un rostro cerúleo, sentimos que deberíamos conmovernos —como con Keaton o Chaplin—, pero simplemente nos sentimos avergonzados; y lo mismo ocurre —aunque esta vez una analogía con Jerry Lewis sería más apropiada— con la escena donde su canto, que poco antes nos había hecho estremecer tanto a nosotros como al empresario, se supone que conmueve el corazón de granito de Olimpia. Pero en contexto, su actuación adquiere una estatura casi heroica. Kenneth Griffith, quien encarna el principio fundamental de la película de que bastan sibilancias adicionales para crear una atmósfera española, está notablemente mal, y Britt Ekland, en quien Robert Parrish confía casi exclusivamente para aportar interés visual, aporta muy poco más. Solo John Wells, como el maître d'Hotel con traje Luis XV, sale indemne de su reputación profesional. La fotografía es notable por la escasa iluminación de los exteriores del estudio y por una toma repetitiva de los admiradores de Olimpia tomada a través de la lente distorsionadora de la mirilla de la puerta de su apartamento. Sin embargo, la escena en la que prácticamente hace el amor con su nuevo Maserati no deja de ser interesante.
Por su parte, el crítico Bosley Crowther de The New York Times escribió: Después de leerlo diligentemente, puedo decirles lo que es un bobo. Es un bobo, y eso no solo aplica al personaje principal, interpretado por un Sr. Sellers extrañamente mediocre, sino también a la película. Es asombroso lo forzado y poco gracioso que es el guion de esta historia pseudocómica."
Richard Schickel escribió en Time: "Llega un momento en la vida de todo comediante cinematográfico en que siente la imperiosa necesidad de que se le aplique el adjetivo "Chaplinesco" a su trabajo. Es un momento peligroso, con la trampa de la pretenciosidad a flor de piel, el sentimentalismo por otro y todos los peligros psicológicos de la extralimitación zumbando en la mente. Es un placer informar que Peter Sellers, ese excelente hombre, no solo ha superado esta prueba, sino que prácticamente la ha superado."